# Sophus Juncker-Jensen
Sophus Peter Frederik Juncker Jensen (16. februar 1859 i Vejle – 15. oktober 1940) var en dansk fotograf.
Juncker Jensen stod i 1880 som fotografmedhjælper hos Gottlieb Støckel på Bornholm, og han er givetvis identisk med den S. Juncker Jensen, som findes nævnt under Rønne i Provins-Vejviseren 1882-83 og 1883-84. På et tidspunkt har han modtaget fotografisk uddannelse i Paris. Han havde fra 18. maj 1888 atelier i København, bl.a. på adressen Vimmelskaftet 39-41, hvor han blev en benyttet portrætfotograf. Han havde eneret på offentliggørelse af fotografier fra Den Nordiske Industri-, Landbrugs- og Kunstudstilling i Kjøbenhavn 1888. En del af disse fotografier, samt mange portrætter, findes på Det Kongelige Bibliotek. Fra omkring 1891 begyndte han at anføre sit navn med bindestreg på sit brevpapir.
Hans protokoller fra 1922 og frem er bevaret, mens de tidligste er gået tabt. Juncker-Jensen var en af de første fotografer i Norden, der fremkaldte farvefotografier.
Juncker-Jensen opførte som impresario en biograf på Mørdrupvej 13 i Espergærde i 1923-24 med Valdemar Hansen som teaterleder. Bygningen er i pompejansk stil inspireret af Juncker-Jensens oplevelser på Korfu og tidligere udsmykket af kunstneren Thor Bøgelund. Biografen blev nedlagt i 1970 og bygningen blev ombygget til frikirke med en mindre café.
Han var gift med Rigmor Ida Wilhelmine Holzmann. Forretningen blev overtaget af sønnerne Frederik Juncker-Jensen (19. marts 1898 – 23. marts 1924) og cand.jur. Jens Juncker-Jensen (f. 9. marts 1910 – ?). 
Blandt hans elever var Bodil Hauschildt og Ólafur Magnússon, der begge blev kgl. hoffotografer.